# Reckless Kelly
Reckless Kelly is een Amerikaanse countryband afkomstig uit Bend in Oregon opgericht in 1996. In oktober 1996 verhuisde de band naar Austin, Texas.

## Bezetting

### Huidige leden
- Cody Braun - fiddle, mandoline, mondharmonica en zang (1996-heden)
- Willy Braun - gitaar en zang (1996-heden)
- Jay Nazz - drums (1996-heden)
- Joe Miller - basgitaar (2012-heden)
- Ryan Engleman - gitaar (2019-heden)

### Voormalige leden
- Casey Pollock - gitaar (1997-2000)
- Chris Schelske - basgitaar (1997-?)
- David Abeyta - gitaar (2000-2019)
- Jimmy McFeeley - basgitaar (?-?, overleden 2019)
- Adam Odor - basgitaar (?-?)

## Discografie

### Albums
Tussen haakjes het totaal aantal weken in de lijst.
| Titel                             | Jaar | Hitlijst         | Hitlijst        | VS Billboard Charts | VS Billboard Charts | Opmerkingen   |
| Titel                             | Jaar | NL Album Top 100 | VL Ultratop 200 | Billboard 200       | Top Country Albums  | Opmerkingen   |
| --------------------------------- | ---- | ---------------- | --------------- | ------------------- | ------------------- | ------------- |
| Millican                          | 1998 | -                | -               | -                   | -                   | -             |
| Acoustic: Live at Stubb's         | 2000 | -                | -               | -                   | -                   | Livealbum     |
| The Day                           | 2000 | -                | -               | -                   | -                   | -             |
| Under the Table & Above the Sun   | 2003 | -                | -               | -                   | 67 (1wk)            | -             |
| Wicked Twisted Road               | 2005 | -                | -               | -                   | 66 (1wk)            | -             |
| Reckless Kelly Was Here           | 2006 | -                | -               | -                   | 56 (3wk)            | Livealbum     |
| Best of the Sugar Hill Years      | 2007 | -                | -               | -                   | -                   | Verzamelalbum |
| Bulletproof                       | 2008 | -                | -               | 117 (1wk)           | 22 (11wk)           | -             |
| Somewhere in Time                 | 2010 | -                | -               | 146 (1wk)           | 22 (10wk)           | -             |
| Good Luck & True Love             | 2011 | -                | -               | 78 (1wk)            | 20 (7wk)            | -             |
| Long Night Moon                   | 2013 | -                | -               | 106 (1wk)           | 22 (4wk)            | -             |
| Sunset Motel                      | 2016 | -                | -               | 191 (1wk)           | 12 (2wk)            | -             |
| American Jackpot / American Girls | 2020 | -                | -               | -                   | -                   |               |

### Muziekvideo's
- Nobody's Girl (2003)
- Stick Around (2005)
- I Still Do (2006)
- Ragged as the Road (2008)
- Pennsylvania Avenue (2012)
- You Don't Have to Stay Forever (2019)
- American Girls (2020)